# Cheiraster monopedicellaris
Cheiraster monopedicellaris är en sjöstjärneart som beskrevs av McKnight 1973. Cheiraster monopedicellaris ingår i släktet Cheiraster och familjen nålsjöstjärnor. Inga underarter finns listade i Catalogue of Life.